# مديرية ساه

تعديل مصدري - تعديل

مديرية ساه إحدى مديريات محافظة حضرموت في شرق اليمن. بلغ عدد سكانها 24146 نسمة عام 2004.

موقع مديرية ساه في محافظة حضرموت

ويتبع لها العديد من القرى مثل: ساه، الخامرة،الحزم،سكدان، الوهد، عنقورة، صيقة آل عامر، السفاو، العطوف، بن قلام، الحنش، حرو، رسب، العريقوب، الخلعة، عقبة بو ستة، طاران، الكتنة، صيقة السود، سديم، عقبة سديم.